# Jim Renwick
Pour les articles homonymes, voir Renwick.
Pas d'image ? Cliquez ici

a Compétitions nationales et continentales officielles uniquement.

b Matchs officiels uniquement.
James Menzies Renwick dit Jim Renwick, né le 12 février 1952 à Hawick, est un joueur de rugby à XV qui a joué avec l'équipe d'Écosse au poste de trois-quarts centre. 

## Biographie
Jim Renwick évolue avec le club d'Hawick RFC. Il dispute son premier test match le 15 janvier 1972 contre la France et son dernier le 12 mai 1984 contre la Roumanie. Il dispute également un test match avec les Lions britanniques en 1980.

## Palmarès
- Vainqueur du Tournoi en 1973.

## Statistiques

### En équipe nationale
- 52 sélections
- 67 points (8 essais, 4 transformations, 4 drops, 5 pénalités)
- Sélections par années : 4 en 1972, 1 en 1973, 4 en 1974, 6 en 1975, 3 en 1976, 3 en 1977, 5 en 1978, 5 en 1979, 4 en 1980, 8 en 1981, 4 en 1982, 4 en 1983, 1 en 1984
- Douze Tournois des Cinq Nations disputés : 1972,  1973, 1974,  1975, 1976, 1977, 1978,  1979,  1980, 1981, 1982, 1983.
- Cinq Tournois remportés (en 1973 — titre partagé — 1975, 1976, 1978 et 1979) dont deux Grands Chelems (en 1976 et 1978).

### Avec les Lions britanniques
- 1 sélection avec les Lions britanniques
- Sélection par année : 1 en 1980 (en Afrique du Sud).